# معركة الشقيف (1982)
وقعت معركة الشقيف بين الجيش الإسرائيلي (IDF) ومنظمة التحرير الفلسطينية (PLO) في 6 يونيو 1982 في قلعة الشقيف. وكانت واحدة من أولى المعارك التي شهدتها حرب لبنان 1982 ونتج عنها احتلال قوات الجيش الإسرائيلي للقلعة.

## الخلفية التاريخية
تقع قلعة الشقيف على ارتفاع 717 مترًا فوق سطح البحر وتطل على أجزاء كبيرة من منطقة الجليل الأعلى وجنوب لبنان. ويمكن استخدامها في المدفعية المباشرة، حتى إن سوريا أرسلت مستطلعي مدفعية إلى هناك. وقصفت إسرائيل القلعة عدة مرات، ولكنها لم تستطع إطلاقًا دخولها فعليًا؛ حيث شكلت صخور البازلت الضخمة المشيدة في العصور الوسطى دفاعًا جيدًا حتى في وجه المدفعية الحديثة والقصف الجوي. وبالنسبة لإسرائيل، فقد أصبحت رمزًا للهيمنة الفلسطينية على المنطقة. وفيما يخص الفلسطينيين، فقد كانت بمثابة تذكرة بانتصار صلاح الدين الأيوبي على الصليبيين في عام 1192 وبصمودهم أمام إسرائيل، وذكرتها منظمة التحرير الفلسطينية على المنشورات.
قبل بداية الحرب بأسبوعين، قام ياسر عرفات بزيارة القلعة وجلس مع المدافعين عنها وأكد لهم أنه في غضون ست وثلاثين ساعة من القتال، تستطيع منظمة التحرير الفلسطينية الحصول على وقف إطلاق النار. وأبدى قائد القطاع اعتراضه وأصر على أنه لا يمكنهم بأي حال الصمود أمام الهجوم الإسرائيلي كل تلك الفترة.

## الاستعدادات للهجوم
خططت القيادة الشمالية للجيش الإسرائيلي لاحتلال قلعة الشقيف منذ مدة طويلة قبل الحرب وأوكلت المهمة إلى وحدة استطلاع جولاني، وهي وحدة الكوماندوز في لواء جولاني. وقامت الوحدة بدراسة القلعة وتدربت على تكتيكات احتلالها.
ومع ذلك، فإن الطريق الذي سلكته القوات الإسرائيلية جعلت مسألة احتلال الشقيف غير ضرورية. وكان احتلال القلعة سيكون ضروريًا إذا قررت قوات الدفاع الإسرائيلية عبور نهر الليطاني عن طريق جسر الخردلي الواقع تحت القلعة. ولكن بما أن القوات قررت استخدام جسر عقية الواقع أبعد بكثير جهة الغرب، وبذلك تستطيع القوات الإسرائيلية التقدم إلى النبطية دون التأثر بقلعة الشقيف. ونظرًا لعدم إطلاق قوات منظمة التحرير الفلسطينية التي كانت متمركزة في القلعة وحولها النيران على المستوطنات الإسرائيلية عندما بدأت الحرب، فلم تكن هناك حاجة ملحة لجعلهم محايدين. وأصدر القائد العام أمره بتأجيل العملية، ولكن الأمر لم يصل إلى وحدة الاستطلاع.
كان القائد السابق لوحدة الاستطلاع، جيورا (جوني) هارنيك قد صرف من الخدمة العسكرية قبل أسبوع، ولكن تم استدعاؤه فجأة. ونظرًا للإبلاغ عن إصابة قائد الوحدة موشيه كابلينسكي وهو في الطريق، فتم إرسال هارنيك بديلاً له. وقاد ناقلة الجنود المدرعة بسرعة كبيرة حتى انقلبت، ولكن لم يصب هو أو من كانوا معه بأذى. وشكلت عودته المفاجئة حافزًا معنويًا لرجال الوحدة. وكان نائبه هو مردخاي (موتي) جولدمان.
تكونت الوحدة من 23 رجلاً وفرقة هندسة مساندة مكونة من خمسة وستين رجلاً. وأبلغ زئيف شيف وإيهود ياري عن تمركز خمسة عشر فلسطينيًا في قلعة الشقيف في بداية الحرب. وربما هرب بعضهم قبل بداية المعركة.
أما في جانب المقاومة الفلسطينية-اللبنانية وفي حين كانت كتيبة الجرمق متمترسة في قلعة شقيف وتُعِد للمعركة، كان علي أبو طوق يدير تحصين وإعداد القلعة بمشاركة طلاب هندسة من الجامعات اللبنانية وكانت طالبات الجامعة تشارك في تعبئة أكياس الرمل ونقلها إلى المواقع. وتم بناء انفاق وتحصينات وخنادق.

## المعركة
في البداية، تم التخطيط لشن هجوم في النهار، ولكن مع تجاوز الحرب للوقت المحدد، أصبح شن هجوم في الليل خيارًا مفضلاً. وبدأ الرتل في التحرك الساعة 00:4 مساءً. ومع حلول الليل، أمر هاردنيك سائقي ناقلات الجنود المدرعة بتشغيل الأضواء أثناء اقترابهم من القلعة للوصول إلى هناك بسرعة أكبر، ثم أمرهم بالنزول من ناقلات الجنود المدرعة والاستعداد لشن هجوم على الأقدام. وكانوا سيهجمون على النقاط العسكرية الشمالية وخنادقها بينما ستهجم فرقة الهندسة المساندة على النقاط العسكرية الجنوبية.
بحسب رواية شيف وياري: تعرضت الفرقة الأولى التي انطلقت على الطريق الإسفلتي لإطلاق نار كثيف من مدافع رشاشة؛ ما أدى إلى مقتل جنديين وجرح أربعة. وبعد بضع لحظات، شن مردخاي جولدمان، ضابط إسرائيلي ونائب شخصي لهارنيك، وسبعة آخرون هجومًا ثانيًا. وصل جولدمان واثنان آخران إلى الخندق الرئيسي وقابلوا أحد الفلسطينيين، فقتلوه. وحاول الجنديان الآخران القفز على الخندق، ولكنهما قتلا. وتوغل جولدمان في الخندق وألقى قنبلة بداخله، ثم قفز وقتل المقاتل الفلسطيني. وبما أن خزنة بندقيته كانت فارغة تقريبًا وقتذاك، فقد أخذ رشاش الكلاشنكوف الخاص بالفلسطيني المقتول. وبعد ذلك، قفز من الخندق وركض بجانبه. وتم قتل فلسطيني آخر قبل أن ينضم إليه هارنيك وجنديين آخرين. وصادف هارنيك وجولدمان مقاتل فلسطيني واحد محصن في موقع خرساني. ونجح الفلسطيني في قتل هارنيك برصاصة في الصدر قبل أن يلقي جولدمان عبوة ناسفة على موقعه، فقتل المقاتل الفلسطيني ودمر موقعه. وتعرض جندي آخر للقتل في الوقت الذي انضمت فيه فرقة الهندسة للقتال. وتم قتل معظم الفلسطينيين الباقين أثناء تأمين القوات الإسرائيلية للجبل.
بسبب ظروف الطقس وإطلاق النيران المستمر القريب، تأجل الإخلاء الطبي حتى قبيل شروق الشمس. وحينها فقط اتضح عدد القتلى؛ حيث بلغ ستة قتلى، من بينهم قائد الوحدة. وبعد ذلك، انتشر الجنود وتسلقوا للسيطرة على سطح القلعة التي تبين أنها فارغة. وربما نجح العديد من الفلسطينيين في الهرب أثناء الليل. وبحلول الساعة 30:6 صباحًا، كانت القوات الإسرائيلية قد أحكمت سيطرتها على القلعة.
في الأول من مارس 2015 بث التلفزيون الإسرائيلي فيلم جمع شهادات جنود الكوماندوز «الإسرائيلي» كشف جيش الاحتلال انه حين احتل لبنان عصت عليه احتلال قلعة الشقيف، فاكتفى بقصفها بطائرات آف 16 والصواريخ دون جدوى.
فحاصرها بأكثر من 1200 جندي، وبدأ بهجوم عنيف باتجاه القلعة ورد الفدائيون بالآر بي جي؛ واستمر القتال وجهاً لوجه في كل خندق وكل متر في القلعة وتحت كل حجر لمدة 60 ساعة كاملة.
بعد الخمسين ساعة الأولى استشهد 25 فدائياً خلال القتال وبعد ان وصل الأمر حد القتال وجها لوجه، وظل اثنان من الفدائيين ظلًا يقاتلان وتمكنا من قتل 7 جنود «إسرائيليين» وإصابة 17 بجروح خطيرة قبل استشهادهما. وهكذا انتهت المعركة بعد حصار وقتال وقصف جوي دام أكثر من يومين وكانت قوات كتيبة الجرمق بقيادة يعقوب سمور (راسم) واليمني عبد القادر الكحلاني.
في نهاية المعركة وصل رئيس الوزراء مناحيم بيغن إلى الموقع وسأل إذا كان الفدائيون قد استسلموا؟ ورد عليه الجندي: بأنه لم يستسلم أحد منهم أبداً.
شاركت فصائل أخرى بالإضافة لكتيبة الجرمق في القتال وضمت إلى جانب الفلسطينيين واللبنانيين كان هناك اتراك واكراد ويمنيين.

## التداعيات
في النهار، قام رئيس الأركان (رئيس هيئة الأركان)، رفائيل إيتان، بزيارة القوات وذهل عندما علم بعدد القتلى. وفي وقت لاحق من ذلك اليوم، وصل رئيس الوزراء مناحم بيجن ووزير الدفاع أرئيل شارون يرافقهما صحفيون ومصورون. ولم يعلموا بالخسائر؛ حيث لم يسأل شارون قبل الإعلان عن الفوز بالمعركة بدون خسائر في الجانب الإسرائيلي.
وقد أظهر بيجن اهتمامه بالمقاومة الفلسطينية، فسأل، «هل كانت معهم رشاشات؟»، وهو سؤال أصبح يرمز لاحقًا إلى مدى جهل القيادة الإسرائيلية بالأحداث على الجبهة خلال الحرب.
وتم منح هارنيك ميدالية قائد الفرقة بعد موته. واعترف قائد اللواء الجولاني لاحقًا أنه عندما يتذكر ما حدث، فإنه لم يكن ليهجم على قلعة الشقيف. وتم فتح تحقيق بعد انتهاء الحرب للتوصل إلى سبب عدم وصول أمر تأجيل العملية لوجهته، ولكنه أسفر عن نتائج غير حاسمة.

## قائمة المصادر
- Fisk، Robert (2001). Pity the Nation: Lebanon at War. Oxford University Press. ص. 727. {{استشهاد بكتاب}}: الوسيط غير المعروف |الرقم المعياري= تم تجاهله يقترح استخدام |ردمك= (مساعدة)
- Schiff، Zeev (1984). Israel's Lebanon War. Simon and Schuster. ص. 320. مؤرشف من الأصل في 2022-04-30. {{استشهاد بكتاب}}: الوسيط author-name-list parameters تكرر أكثر من مرة (مساعدة) والوسيط غير المعروف |الرقم المعياري= تم تجاهله يقترح استخدام |ردمك= (مساعدة)صيانة الاستشهاد: التاريخ والسنة (link)